# Peña Colorada, Hidalgo
Peña Colorada är en ort i Mexiko.   Den ligger i kommunen Metepec och delstaten Hidalgo, i den sydöstra delen av landet, 130 km nordost om huvudstaden Mexico City. Peña Colorada ligger 2 223 meter över havet och antalet invånare är 139.
Terrängen runt Peña Colorada är varierad. Runt Peña Colorada är det ganska glesbefolkat, med 50 invånare per kvadratkilometer. Närmaste större samhälle är San Bartolo Tutotepec, 18,9 km nordost om Peña Colorada. I omgivningarna runt Peña Colorada växer i huvudsak blandskog.